# Корганов, Григорий Николаевич
Григорий Николаевич Корганов (Корганишвили/Корганян) (30 июля 1886, Тифлис — 20 сентября 1918) — революционер, большевик, один из лидеров Бакинской коммуны, руководитель революционных войск во время обороны Баку. Погиб в числе других 26 бакинских комиссаров.

## Биография
Родился в Тифлисе в семье военного чиновника. Армянин.
В революционном движении с 1905 года. С 1907 года учился в Московском университете. Возглавлял Кавказское студенческое землячество. За революционную работу был исключён из университета.
Отбыв воинскую повинность, в 1914 году окончил историко-филологический факультет Московского университета и был мобилизован на Кавказский фронт. Будучи офицером, вёл революционную пропаганду в армии.
После Февральской революции — один из организаторов органов армейского самоуправления. Руководил большевистской фракцией 1-го съезда Кавказской армии, проходившего в мае 1917 года в Тбилиси. Председатель 2-го съезда Кавказской армии в декабре 1917 года. С декабря того же года председатель ВРК Кавказской армии.
С марта 1918 года член Комитета революционной обороны Баку, с апреля 1918 нарком по военно-морским делам Бакинского СНК. Во время наступления на Баку азербайджанско-турецких войск руководил боевыми операциями революционных войск. После падения власти СНК в Баку бежал из города на пароходе.
Расстрелян 20 сентября 1918 года в числе 26 бакинских комиссаров на 207-й версте между станциями Ахча-Куйма и Перевал (ныне — на территории Балканского велаята, Туркменистан).

## Память
Именем Корганова названы улицы в Волгограде и Донецке. До 1990-х его имя носила улица Расула Рзы в Баку.

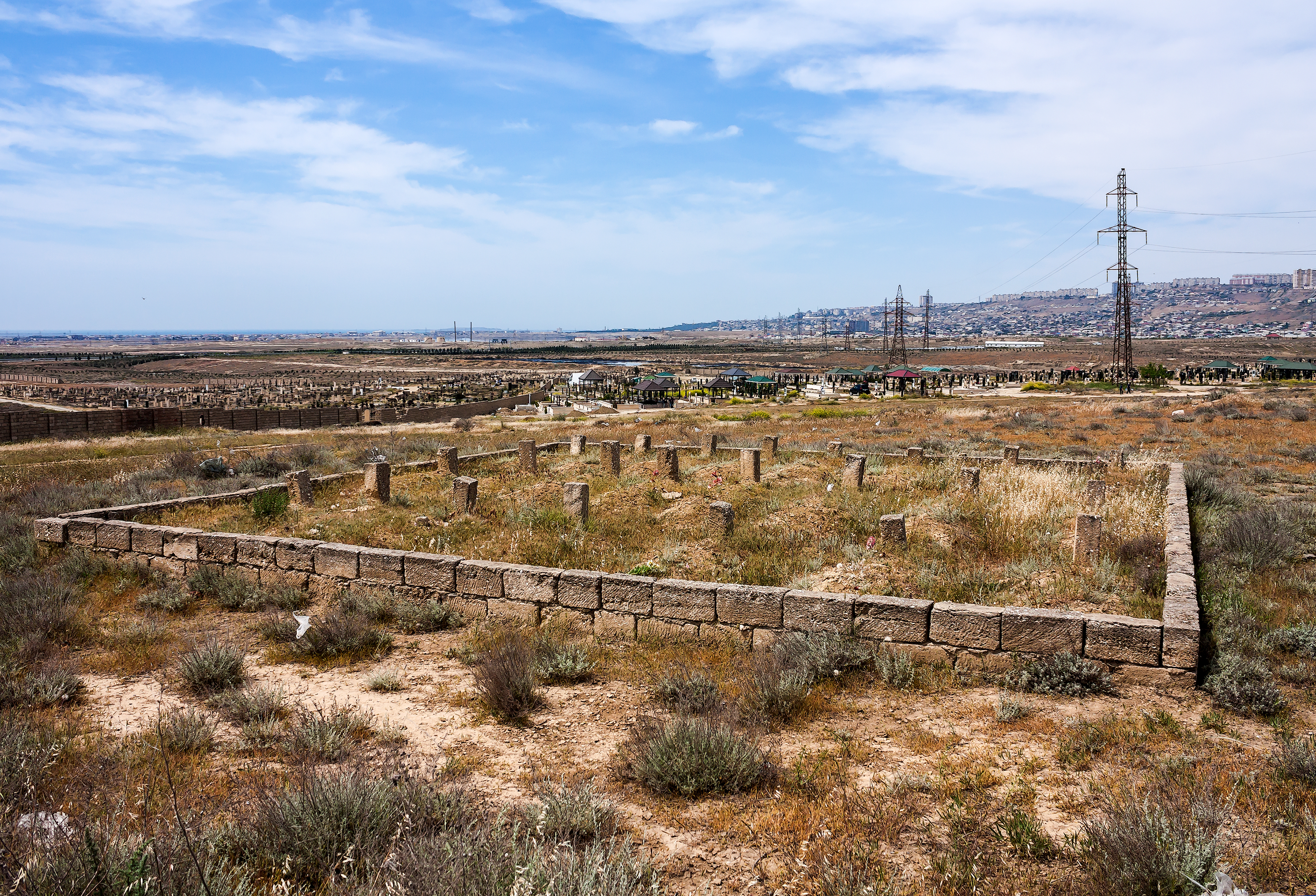
Могила 26 Бакинских комиссаров. Говсанское кладбище, 09 мая 2017 г.